# Thomas Wyttenbach

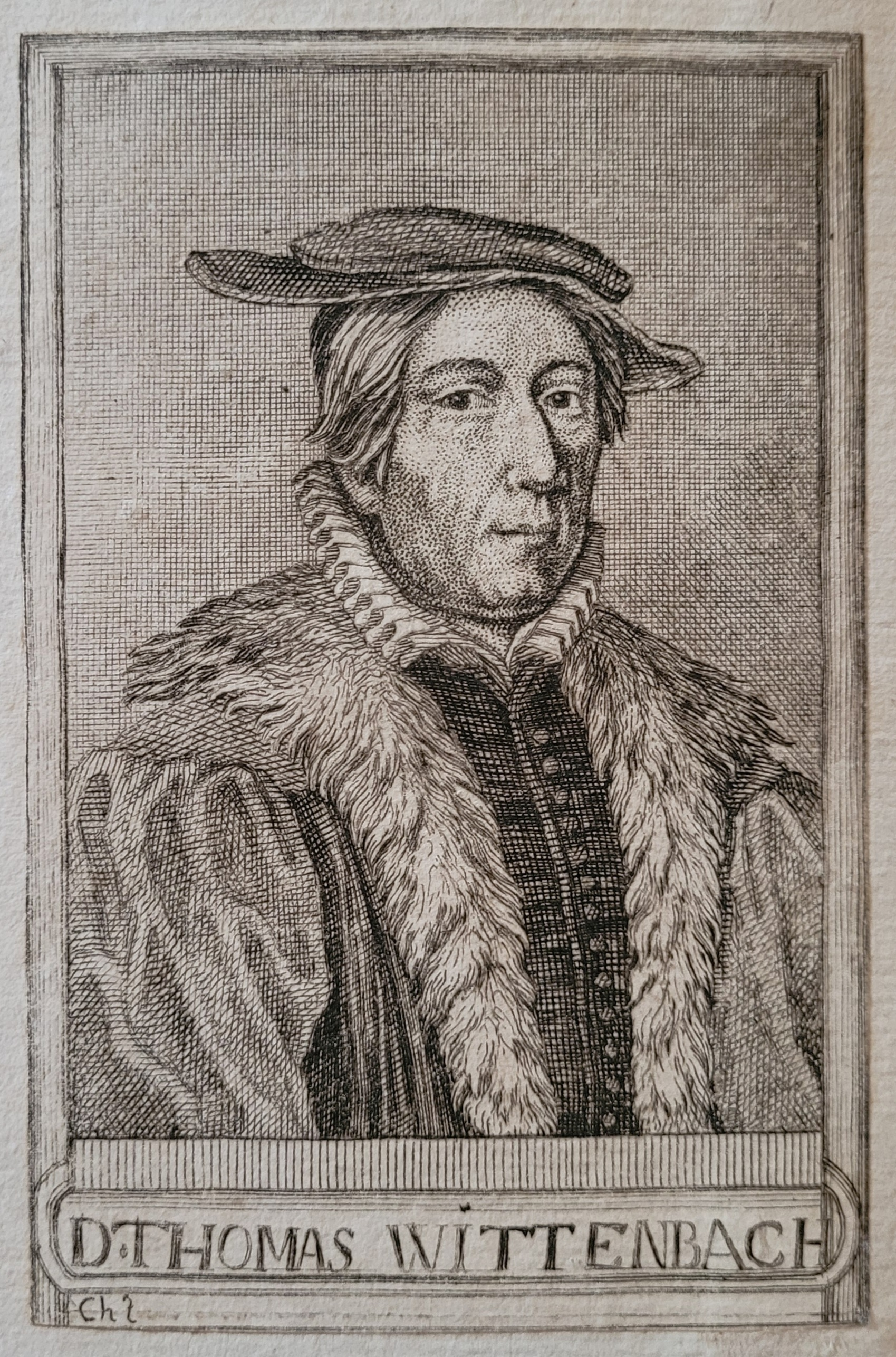
Thomas Wyttenbach

Thomas Wyttenbach (* um 1472 in Biel, eher um 1480/82; † 1526, nach dem 21. September, ebenda) war ein katholischer Theologe, Pfarrer und gilt als Reformator der Stadt Biel.

## Leben
Wyttenbach studierte in den Jahren 1496 bis 1504 die Artes liberales und Theologie an der Universität Tübingen, 1498 erwarb er den Grad eines Baccaleureus, 1500 einen Magister artium und 1504 Baccalaureus biblicus. Zu seinen Lehrern gehörten Konrad Summenhart und Paul Scriptoris, zwei Scotisten, die dem klerikalen Missbrauch kritisch gegenüberstanden.
Im Jahr 1505 wechselte er an die Universität Basel, wo er als Sententiarius wirkte. Zu seinen Studenten zählten auch Ulrich Zwingli und Leo Jud. 1507 wurde er zum Pfarrer an der Stadtkirche Biel ernannt. Daneben setzte er seine Studien fort, erwarb 1510 den Baccalaureus formatus und wurde 1515 zum Doktor der Theologie promoviert. In den Jahren 1515 bis 1520 war er Chorherr (Kustos) des St. Vinzenzenstifts in Bern, ohne deswegen sein Bieler Amt aufzugeben. Ab 1520 wirkte er bis zu seinem Tod wieder in Biel.
Im Frühsommer 1523 verwarf Wyttenbach die alte Transsubstantiationslehre in einem Briefwechsel mit Zwingli. Das Antwortschreiben Zwinglis an Wyttenbach erfolgte am 15. Juni 1523.
Wyttenbach heiratete im Sommer 1524 (Name der Ehefrau unbekannt), weshalb er seiner Pfründe an der Stadtkirche enthoben wurde. Er predigte aber in der Kirche der Bieler Johanniterkommende weiter und kämpfte bis ans Ende seines Lebens um Ansprüche, die ihm seiner Ansicht nach zustanden.
Die Neugläubigen im bernischen Grossen Rat verlangten 1525 zweimal vergeblich seine Wiedereinsetzung. Wyttenbach durfte Biel auch nicht 1526 an der Badener Disputation vertreten. Dagegen wurde ihm eine lebenslängliche Leibrente von zwölf Gulden jährlich zugesprochen. Den Durchbruch der Reformation in Biel im Juli 1528 erlebte Wyttenbach nicht mehr, da er Ende 1526 starb.

## Ehrungen
In Biel ist die Thomas-Wyttenbach-Strasse sowie ein Gebäude der reformierten Kirchgemeinde nach ihm benannt.